# Parti guatémaltèque du travail
Pour les articles homonymes, voir PGT.
Le  Parti guatémaltèque du travail (espagnol : Partido Guatemalteco del Trabajo, PGT) est un parti communiste du Guatemala actif de 1949 à 1998. Il prend de l'ampleur sous le gouvernement de Jacobo Arbenz Guzmán. Il était l'une des principales forces d'opposition aux différents régimes qui se succédèrent à la suite du renversement d'Arbenz et fut l'un des partis qui formèrent l'URNG au cours de la deuxième partie de la guerre civile qui secoua le Guatemala.

## Premier Congrès
Le parti, qui portait alors le nom de Parti communiste du Guatemala (Partido Comunista de Guatemala) tint son premier congrès constituant le 28 septembre 1949. Il fut fondé par l'Avant-garde démocratique guatémaltèque (VDG), qui s'était associé au Parti de l'Action révolutionnaire, pour former un gouvernement qui dura deux ans. José Manuel Fortuny avait été le dirigeant du VDG, et devint alors secrétaire général du PCG. Au moment du congrès, le parti comptait 43 membres.« http://us.share.geocities.com/candela_brava/guia_2003/guia_electoral.pdf »(Archive.org • Wikiwix • Archive.is • Google • Que faire ?)
un Parti communiste du Guatemala avait été antérieurement fondé en 1922, mais fut supprimé en 1932.
En juin 1950 le PCG commença à publier un hebdomadaire, Octubre, qui était distribué parmi les travailleurs, paysans et intellectuels à travers le pays.
À l'été 1950 une section du parti, menée par le dirigeant syndical, Víctor Manuel Gutiérrez, se sépare du parti pour former le parti révolutionnaire guatémaltèque des travailleurs. Ce parti fait sa première apparition publique le 1er juillet. La scission a été provoquée par des divergences d'opinions quant à la composition du comité central parti guatémaltèque du travail.